# Тара (тауншип, округ Суифт, Миннесота)
Тара (англ. Tara) — тауншип в округе Суифт, Миннесота, США. На 2000 год его население составило 121 человек.

## География
По данным Бюро переписи населения США площадь тауншипа составляет 92,9 км², из которых 92,8 км² занимает суша, а 0,1 км² — вода (0,14 %).

## Демография
По данным переписи населения 2000 года здесь находились 121 человек, 42 домохозяйства и 34 семьи. Плотность населения —  1,3 чел./км². На территории тауншипа расположено 48 построек со средней плотностью 0,5 построек на один квадратный километр. Расовый состав населения: 100,00 % белых.
Из 42 домохозяйств в 35,7 % воспитывались дети до 18 лет, в 76,2 % проживали супружеские пары, в 4,8 % проживали незамужние женщины и в 16,7 % домохозяйств проживали несемейные люди. 11,9 % домохозяйств состояли из одного человека, при том ни в одном из них не проживали одинокие пожилые люди старше 65 лет. Средний размер домохозяйства — 2,88, а семьи — 3,14 человека.
24,0 % населения — младше 18 лет, 9,9 % — в возрасте от 18 до 24 лет, 26,4 % — от 25 до 44, 25,6 % — от 45 до 64, и 14,0 % — старше 65 лет. Средний возраст — 40 лет. На каждые 100 женщин приходилось 120,0 мужчин. На каждые 100 женщин старше 18 приходилось 124,4 мужчин.
Средний годовой доход домохозяйства составлял 54 167 долларов, а средний годовой доход семьи —  55 227 долларов. Средний доход мужчин —  28 750  долларов, в то время как у женщин — 18 750. Доход на душу населения составил 15 656 долларов. За чертой бедности не находились ни одна семья и ни один человек.